# Haworthia marumiana
Haworthia marumiana ist eine Pflanzenart der Gattung Haworthia in der Unterfamilie der Affodillgewächse (Asphodeloideae).

## Beschreibung
Haworthia marumiana wächst stammlos und stark sprossend. Die aufrechten, einwärts gebogenen Laubblätter bilden eine Rosette mit einem Durchmesser von bis zu 7 Zentimeter. Die purpurgrüne, opake Blattspreite ist mehr oder weniger weich. Die Blattoberfläche ist netzartig gemustert. Der Blattrand und der Blattkiel sind mit Dornen besetzt.
Der Blütenstand erreicht eine Länge von bis zu 20 Zentimeter. Die eher kleinen Blüten sind weiß.

## Systematik und Verbreitung
Haworthia marumiana ist in den südafrikanischen Provinzen Westkap und Ostkap verbreitet.
Die Erstbeschreibung durch Antonius Josephus Adrianus Uitewaal wurde 1940 veröffentlicht.
Ein nomenklatorisches Synonym ist Haworthia arachnoidea var. marumiana (Uitewaal) Halda (1997).
Es werden folgende Varietäten unterschieden:
- Haworthia marumiana var. marumiana
- Haworthia marumiana var. archeri (W.F.Barker ex M.B.Bayer) M.B.Bayer
- Haworthia marumiana var. batesiana (Uitewaal) M.B.Bayer
- Haworthia marumiana var. dimorpha (M.B.Bayer) M.B.Bayer
- Haworthia marumiana var. viridis M.B.Bayer

## Nachweise